# Chiara Mingarelli
Chiara Maria Francesca Mingarelli (1982) és una astrofísica canadenca d'origen italià. És actualment professora ajudant de física a la Universitat Yale d'ençà del 2023 després d'ocupar la mateixa posició a la Universitat de Connecticut de 2020 a 2023. Investiga les ones gravitacionals al Centre de l'Institut d'Astrofísica Computacional Flatiron i forma part de l'equip NANOGrav. També és escriptora i comunicadora de ciències.

## Biografia
Mingarelli va créixer a Rockland, una comunitat franco-ontariana situada a uns 25 km a l'est de la capital canadenca, Ottawa. Féu una llicenciatura de matemàtiques i física a la Universitat de Carleton el 2006 i posteriorment se n'anà cap a Europa. Hi estudià un mestratge en astrofísica i cosmologia a la Universitat de Bolonya, que va finalitzar el 2009. La tesi doctoral de Chiara Mingarelli, Gravitational Wave Astrophysics with Pulsar Timing Arrays (o sigui en català: Astrofísica de l'ona gravitacional amb matrius de temporització Polsar), es veié seleccionada per Springer Nature i fou descrita com una tesi doctoral excel·lent el 2016. Més endavant es va instal·lar a Anglaterra, país on la futura científica va obtenir el seu doctorat a la Universitat de Birmingham sota la direcció d'Alberto Vecchio el 2014.

## Premis i reconeixements
- Early Career Prize, Secció d'Astrofísica d'Energia Elevada de la Societat Astronòmica Americana, 2023
- SpringerNature Award per a "Scientific Achievement", 2022 Runner Up
- Amazon Web Services ML Award — Octubre de 2018
- Marie Curie International Outgoing Fellowship — 2014 - 2017
- Premi Marie Curie Actions “Communicating Science” — 2017
- Woman Physicist of the Month, Novembre de 2016
- Springer Thesis Award — 2015